# Vélo Club de Vaulx-en-Velin
Le Vélo Club de Vaulx-en-Velin était une équipe cycliste française évoluant en DN1 ou en DN2, basée à Vaulx-en-Velin, près de Lyon en France.  
Le club fondé en 1973, annonce sa dissolution en octobre 2023. Le club a longtemps eu comme sponsor principal la société Vulco, spécialisée dans les pneumatiques.

## Histoire de l'équipe
Le club est créé en octobre 1973. Il est dissout 50 ans après en octobre 2023 pour des raisons financières. il obtient la 2e place de la Coupe de France DN2 en 2020.
Il connaît son apogée dans les années 1990 sous la direction de Michel Gros au point de devenir l'une des meilleures équipes amateures de France. Il entretenait alors des relations privilégiées avec les équipes professionnelles RMO, Castorama et Festina et contribue à l'époque au passage chez les pro de Jean-Philippe Dojwa, Stéphane Goubert et Christophe Moreau. Une cinquantaine de coureurs ont pu signer un contrat professionnel après leur passage au VC Vaulx-en-Velin.
Entre 1983 et 2009, la mairie de Lyon soutien financièrement l'équipe.

## Championnats d'Europe
- Championnats d'Europe de cyclisme sur piste : 1
  - Omnium : 1997 (Jérôme Neuville)

## Championnats nationaux
- Championnats de Lettonie sur route : 1
  - Course en ligne : 2011 (Mārtiņš Trautmanis)
- Championnats de France sur piste : 2
  - Américaine : 1997 (Jérôme Neuville)
  - Omnium : 1997 (Jérôme Neuville)

## Anciens coureurs
| - Jean-Philippe Dojwa - Gilles Bouvard - Vincent Cali - Éric Pichon - Stéphane Goubert - Christophe Moreau - Christophe Oriol - Guillaume Auger - Frédéric Bessy - Cyril Dessel - Jérôme Neuville - Stéphane Augé - László Bodrogi - Frédéric Finot - Christophe Edaleine | - Samuel Dumoulin - Mickaël Buffaz - Jérôme Coppel - Rémi Cusin - Nicolas Baldo - Florent Barle - Paweł Cieślik - Jean-Lou Paiani - Geoffrey Soupe - Frédéric Brun - Geoffrey Bouchard - Clément Venturini - Dorian Godon - Jérémy Bescond |